# برنامج الولايات المتحدة للأسلحة الكيميائية
بدأ برنامج الولايات المتحدة للأسلحة الكيميائية في عام 1917 خلال الحرب العالمية الأولى مع إنشاء دائرة خدمة الغاز في الجيش الأمريكي، وانتهى بعد 73 عامًا في عام 1990 بعد التبني الفعلي للبلاد لاتفاقية الأسلحة الكيميائية (وقعتها عام 1993؛ دخلت حيز التنفيذ عام 1997). بدأ تدمير مخزون الأسلحة الكيميائية في عام 1985 وما زال مستمرًا. ما يزال معهد الأبحاث الطبية للدفاع الكيميائي التابع للجيش الأمريكي، في أرض الاختبار في أبيردين، ماريلاند، مستمرًا في العمل.

## تاريخه
شاركت الولايات المتحدة في صياغة اتفاقية لاهاي لعامي 1899 و1907 والتي حظرت الحرب الكيميائية، من بين أمور أخرى، لكن الولايات المتحدة لم تؤيد المادة التي تحظر الأسلحة الكيميائية.

### الحرب العالمية الأولى
في الحرب العالمية الأولى، أسست الولايات المتحدة منشأتها الخاصة لأبحاث الأسلحة الكيميائية وأنتجت ذخائرها الكيميائية الخاصة. أنتجت نحو 5،770 طنًا متريًا من هذه الأسلحة، بما فيها 1400 طنًا متريًا من الفوسجين (كلوريد الكربونيل) و175 طنًا متريًا من غاز الخردل. شكلت هذه الأسلحة نحو 4% من إجمالي الأسلحة الكيميائية المُنتجة لتلك الحرب، ولم تشكل أكثر من 1% من أكثر أسلحة تلك الفترة فعالية وهو غاز الخردل. (شكل ضحايا الغاز من القوات الأمريكية أقل من 6%). أسست الولايات المتحدة أيضًا فوج الغاز الأول، الذي غادر العاصمة واشنطن في يوم عيد الميلاد، عام 1917، ووصل إلى الجبهة في مايو عام 1918. استخدم فوج الغاز الأول، خلال فترة وجوده في فرنسا، الفوسجين في عدة هجمات.
بدأت الولايات المتحدة إنتاج الغاز المنفط المحسن المعروف باللويسيت بكميات كبيرة، لاستخدامه في هجوم مخطط له في بداية عام 1919. كان غاز اللويسيت مساهمة أمريكية كبرى في ترسانة الأسلحة الكيميائية في الحرب العالمية الأولى. طوره القائد وينفورد لي لويس في خدمة الحرب الكيميائية الأمريكية عام 1917. (ادعى الألمان لاحقًا أنهم صنعوه في عام 1917 قبل أن يكتشفه الأمريكيون). بحلول وقت الهدنة بتاريخ 11 نوفمبر عام 1918، كان مصنع بالقرب من ويلوبي، أوهايو، يصنع 10 أطنانٍ يوميًا من المادة، وأصبح المجموع الإجمالي 150 طنًا. من غير المؤكد ماذا كان تأثير هذا العامل الكيميائي الجديد على أرض المعركة، لأنه يتحلل في الظروف الرطبة.
بعد الحرب، كانت أمريكا أحد الأطراف المشاركة في معاهدة مؤتمر واشنطن للأسلحة لعام 1922 التي كانت ستحظر الأسلحة الكيميائية لكنها فشلت لأن فرنسا رفضتها. واصلت الولايات المتحدة تخزين الأسلحة الكيميائية، متجاوزةً في النهاية 30 ألف طنًا من المواد.

### الحرب العالمية الثانية
لم تستخدم الولايات المتحدة أو أي أحد من الحلفاء الأسلحة الكيميائية خلال الحرب العالمية الثانية؛ من ناحية ثانية، فقد أرسلت كميات من هذه الأسلحة إلى أوروبا لاستخدامها في حال شنت ألمانيا حربًا كيميائية. وقع حادث واحد على الأقل: في ليلة 2 ديسمبر، 1943، هاجمت قاذفات القنابل الألمانية يونكرز يو88 ميناء باري في جنوبي إيطاليا، وأغرقت العديد من السفن الأمريكية- من بينها جون هارفي، التي كانت تحمل غاز الخردل. كان وجود الغاز سريًا للغاية، ولم تكن السلطات على الشاطئ على علم به- مما زاد من عدد الوفيات لأن الأطباء، الذي لم يكونوا يعرفون أنهم يتعاملون مع تأثيرات غاز الخردل، وصفوا علاجًا غير متلائم لأولئك الذين يعانون من التعرض له والتغطيس به. وفقًا للرواية العسكرية الأمريكية، فإن «69 حالة وفاة نسبت أسبابها جزئيًا أو كليًا لغاز الخردل، معظمهم من البحارة التجار الأمريكيين»، من أصل 628 ضحية عسكرية لغاز الخردل. لم يتم تسجيل أي إصابات مدنية. ظلت القضية برمتها سرية في ذلك الوقت ولعدة سنوات بعد الحرب. أرسلت أيضًا كميات كبيرة من الأسلحة الكيميائية إلى الهند، والتي من المحتمل أنها أسقطتها على اليابان من خلال قاذفات قنابل بي-29. في نهاية الحرب، أسقطت أكثر من 50 ألف قنبلة غاز خردل، و10 آلاف قنبلة فوسجين، وأسلحة كيميائية أخرى في المياه العميقة في خليج البنغال.